# Детский уголок
Детский уголок (англ. Children's Corner; фр. Le Coin des enfants) L.113 (CD 119a) — цикл из шести фортепианных пьес Клода Дебюсси, написанный в 1906—1908 годах, по авторскому обозначению — «маленькая сюита». Опубликован в 1908 году, с оригинальными рисунками на обложке издания, сделанными самим композитором. Цикл впервые публично исполнен пианистом Гарольдом Бауэром 18 декабря 1908 года.

## История создания
Фортепианный цикл написан в 1906—1908 годах, которые музыковеды относят к так называемому «великому шестилетию» (1903—1908) — периоду музыкальной зрелости композитора, когда были созданы многие его значительные произведения. Особое место в этот период в его творчестве стали занимать сочинения для фортепиано. В музыковедении распространена точка зрения, что для фортепианной литературы XX века его сочинения имеют то же значение, что и Шопена для XIX века, а Дебюсси называют главным родоначальником нового фортепианного стиля. По мнению музыковеда В. Быкова: «После 1904 года каждое произведение Дебюсси для этого инструмента станет шедевром мировой фортепианной литературы».
Композитор посвятил фортепианную сюиту своей дочери Клод-Эмме Дебюсси (1905—1919; домашнее прозвище «Шушу») со словами «моей дорогой маленькой Шушу с нежными извинениями отца за то, что последует» (фр. À ma très chère Chouchou… avec les tendres excuses de son père pour ce qui va suivre), а ещё в июле 1908 года Дебюсси дарит Шушу эскизы этого цикла.
Единственную дочь композитора родила в 1905 году его будущая вторая жена Эмма Бардак. Девочка была музыкально одарённой, исполняла некоторые сочинения отца и музицировала. В 1912 году Дебюсси с иронией писал И. Ф. Стравинскому, что она сочинила фантазию на темы из балета «Петрушка», по словам композитора, «заставившую бы и слонов зарычать»: «Я пригрозил ей пытками, но она продолжает работу, утверждая, что „Вы найдёте фантазию прекрасной“».

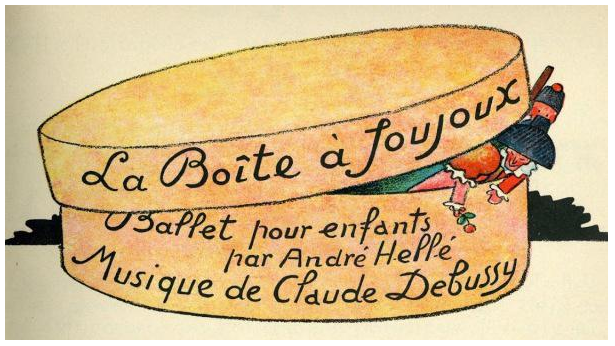
Обложка издания балета «Ящик с игрушками»

Композитор посвятил ей также свой последний балет «Ящик с игрушками» (фр. La Boite a joujoux) в шести частях, который его друзья окрестили — La Boite a Chouchoux («Ящик Шушу»). Девочка скоропостижно скончалась от дифтерии через год после смерти отца.

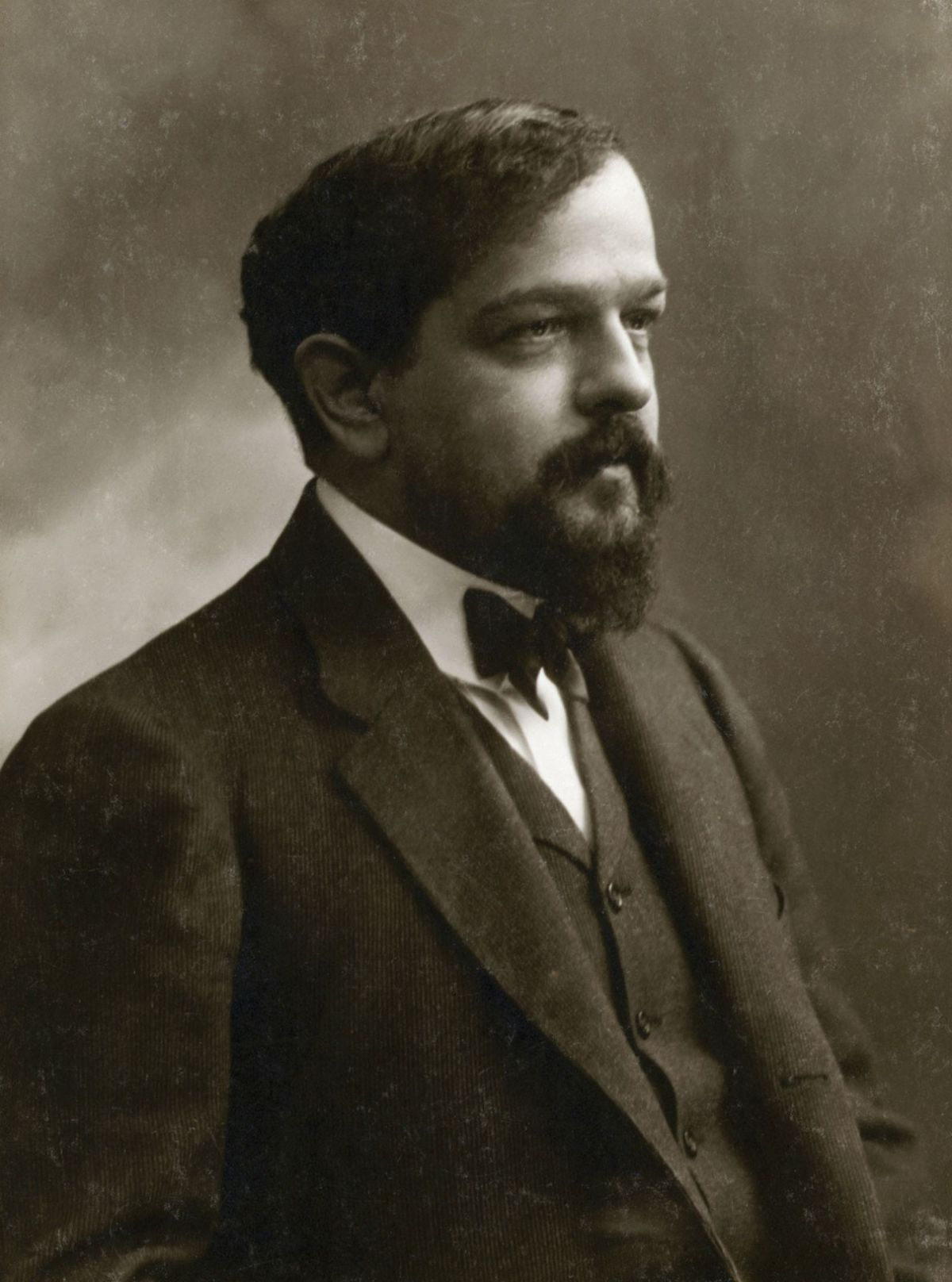
Дебюсси в 1908 году. Фото Ф. Надара

Маргерит Лонг, известная пианистка и близкая подруга композитора, писала в своей книге «За роялем с Дебюсси»:

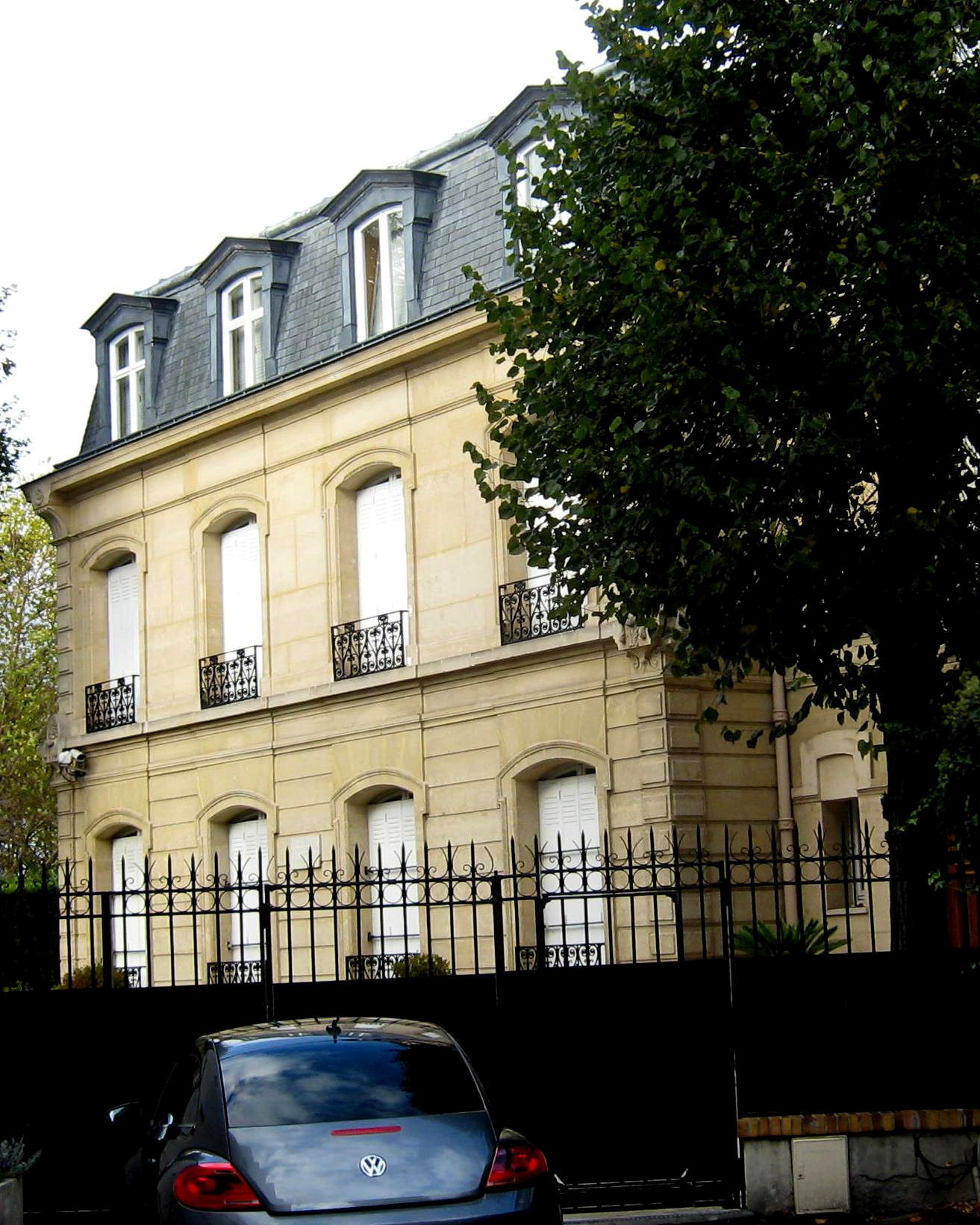
Особняк, в котором Дебюсси проживал с 1905 года и до своей смерти вместе со второй женой и дочерью (современная фотография)

Когда родился этот ребёнок, Дебюсси признался Луи Лалуа: "Радость потрясла меня, и я даже растерялся!". Позже, когда Шушу исполнилось четыре года, он преподнёс ей сюиту для фортепиано "Детский уголок".

## Структура и характеристика
В авторском оригинале заглавие всей сюиты и её отдельных пьес написано на английском языке, что отражало некоторую англоманию со стороны композитора, а также то, что у его дочери была воспитательница англичанка, которая помогала ей в изучении этого языка. Авторские ремарки написаны по-французски.
В цикле из шести пьес представлены следующие музыкальные жанры: токката, колыбельная песня, серенада, лирический танец, народная сцена, быстрый танец.
1. «Doctor Gradus ad Parnassum»
2. «Колыбельная Джимбо» — (англ. Jimbo’s Lullaby; фр. Berceuse des éléphants)
3. «Серенада кукле» — (англ. Serenade for the Doll; фр. Sérénade à la poupée)
4. «Снег танцует» — (англ. The Snow Is Dancing; фр. La neige danse)
5. «Маленький пастух» — (англ. The Little Shepherd; фр. Le Petit Berger).
6. «Кукольный кэк-уок» — (англ. Golliwog’s Cake-Walk; фр. La Marche de la poupée de chiffon).

### 1. Doctor Gradus ad Parnassum
Название музыкального номера происходит от латинского крылатого выражения Gradus ad Parnassum, которое переводится как «шаг к Парнасу», «ступень на Парнас»). Номер написан в сложной трёхчастной форме с элементами рондо-сонатности в жанре излюбленной композитором токкаты и основан на ровном и непрерывном движении шестнадцатых, которые ненадолго уступают место плавному центральному эпизоду. По мнению Кокоревой Л. М., форму пьесы можно трактовать как рондо, а её характер «веселый, задорный, колорит светлый — до мажорный. Но сколько тончайших штрихов в фактуре, в развитии и в варьировании по существу одной и той же начальной темы!». В пьесе, которая играет род прелюдии, представлено обобщённое образное, фактурное и интонационное предвосхищение других частей цикла. «Doctor Gradus» несколько отличается от других частей цикла, в которых отображены кукольно-детские интересы ребёнка, и здесь, видимо, находит отражение Дебюсси восприятия и понимания произведений начального учебного процесса преодоления технических трудностей при игре на фортепиано. В самой пьесе прослеживается пародийная отсылка к учебным этюдам Муцио Клементи, автора известной трёхтомной школы игры на фортепиано — «Gradus ad Parnassum» (1817—1826). Видимо, Дебюсси считал целесообразным использовать эту сложную пьесу в качестве ежедневного фортепианного упражнения. Так, композитор писал своему издателю Жаку Дюрану 15 августа 1908 года, что это — «род гигиенической и прогрессивной гимнастики: следовательно, подобает играть эту пьесу каждое утро, натощак, начиная „умеренно“, чтобы закончить „оживлённо“».

### 2. Колыбельная Джимбо
Джимбо — имя плюшевого слонёнка Шушу, популярная ранее детская кукла, названная в честь знаменитого гигантского слона Джамбо, однако композитор настаивал именно на таком написании имени игрушки. Как указывает Кокорева Л. М., в русскоязычной литературе встречается неверный перевод названия этой пьесы: Колыбельная слонов, что является причиной неверной интерпретации смысла пьесы. Вероятная программа: девочка укачивает своего большого плюшевого слонёнка, напевая колыбельную, под которую сама и засыпает, что воплощается музыкальными средствами в виде контраста нежной темы (портрет ребёнка) и темы неуклюжести (портрет слонёнка). А. Корто писал по поводу этой пьесы, по его мнению, представляющей собой воплощённые композитором в музыке истории, напеваемые Шушу своему слонёнку:
Она рассказывает ему эти истории без слов, выдумывая их для себя, — шестилетняя Шахерезада, пребывающая в чудных грёзах детства, более сильных, чем действительность, более пленительных, чем волшебство. А затем ребёнок ли, игрушка ли засыпает? 
Может быть, и ребёнок, и игрушка.
В сложной трёхчастной форме номера использован мотив французской народной колыбельной Do, do, l’enfant do («Спи, спи, малыш, спи»), а также обороты восточной музыки.

### 3. Серенада кукле
Как и в предыдущей пьесе, в «Серенаде кукле» представлены два персонажа — Девочка и Кукла; возможно, номер сюжетно является как бы логическим продолжением колыбельной (укачав слонёнка, ребёнок хочет усыпить и куклу). Номер рассматривается как написанный в форме восьмичастного рондо, с кукольно-марионеточным колоритом и имитацией гитарных наигрышей в испанском духе.

### 4. Снег танцует
По мнению Кокоревой Л. М., изобразительная метафоричность этой пьесы отображается в характерном для Дебюсси духе: «снег танцует, волны играют, ветер с морем разговаривает». Написана в жанре токкаты и считается, что это наиболее «взрослая» из частей цикла и единственная в миноре. Она наиболее развёрнутая и сближается с более поздней прелюдией «Шаги на снегу» (написаны в одной тональности d-moll).

### 5. Маленький пастух
Номер представляет собой идиллическую пасторальную картинку, где пианистическими средствами воспроизводятся наигрыши пастушка (один — созерцательный, второй печальный и танцевальный) и ассоциируются со звучанием свирели (флейты). Здесь присутствует светлый, солнечный колорит в мажорной тональности, контрастно противопоставляемый «зимней» и сумеречной предыдущей пьесе.
Маргерит Лонг писала, что слышала, как дочка композитора «очень трогательно» играла этот номер: «Она почти напоминала Дебюсси! Лучезарность этого произведения, в которой купалось её детство, заставляла созревать этот маленький мозг».

### 6. Кукольный кэк-уок

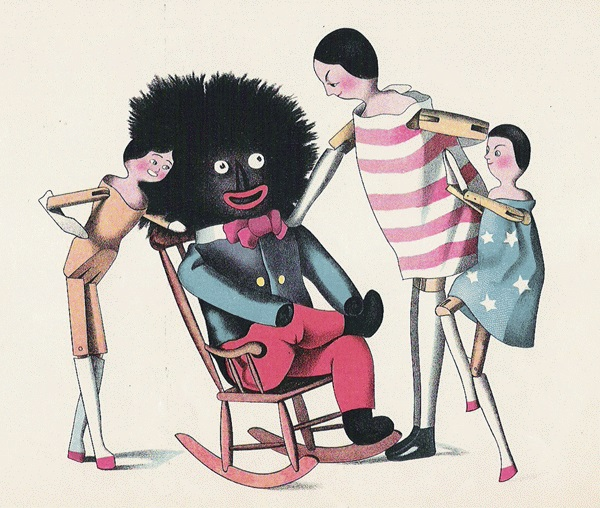
Кукла Голливог. Иллюстрация из книги Флоренс Кейт Аптон «Приключения двух голландских кукол и Голливога» (1895)

Голливог, который упомянут в названии пьесы на английском языке — это чучело, пугало, кукла-уродец, которая представляла собой куклу-негритёнка и была популярной детской игрушкой в начале XX века.
Здесь Дебюсси ранее других серьёзных композиторов начал использовать в своём творчестве новые танцы и ритмы мюзик-холла. По мнению И. В. Нестьева: «Это одна из первых попыток воплотить в серьёзном жанре заражающую стихию негритянской танцевально-бытовой музыки ,,предджазовогоˮ периода».

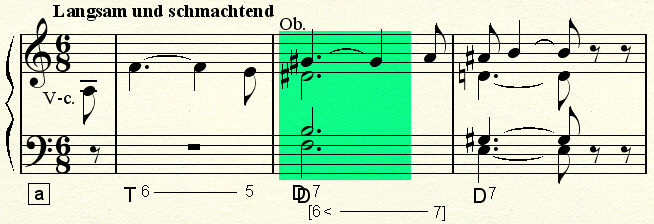
Начало прелюдии к опере «Тристан и Изольда» Р. Вагнера (клавир). «Тристан-аккорд» выделен цветом.

Также этот номер известен намеренной цитатой в средней части темы любви (тристан-аккорд) из оперы «Тристан и Изольда» Р. Вагнера. Ставший в своё время своеобразным лозунгом вагнерианцев, этот мотив у Дебюсси звучит как остроумная шутка.

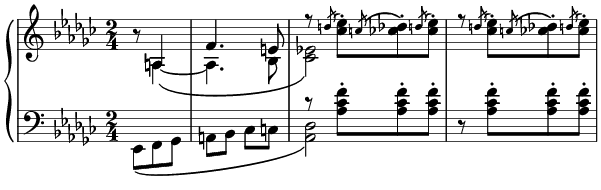
К. Дебюсси. Музыкальный фрагмент из «Кукольного кэк-уока»

Тема из «Тристана», сопровождаемая авторской ремаркой «с большим чувством», появляется в окружении аккордов, как бы подражающих смеху. Как известно, Дебюсси ранее был большим поклонником музыки Вагнера, однако позже к ней охладел, о чём неоднократно высказывался в своих критических статьях и интервью. По распространённой легенде, Дебюсси сказал пианисту Гарольду Бауэру (ярому вагнерианцу), что сможет заставить его публично смеяться над Вагнером. Бауэр был в полнейшем недоумении, но после исполнения сюиты Дебюсси указал пианисту на фрагменты из «Кукольного кэк-уока», где после цитаты мотива из «Тристана и Изольды» следует музыка, имитирующая смех. Как замечает Кремлёв Ю. А., это предание сообщает Н. Л. Слонимский в своей книге «Путь к музыке» (The road to music): «и надо признать, что оно хорошо согласуется с нашими представлениями о юморе Дебюсси вообще». По другой версии, композитор ничего не говорил Бауэру о цитате из Вагнера и он узнал о ней из музыковедческой литературы в 30-е годы.
Дебюсси записал «Кукольный кэк-уок» в собственном исполнении на ленте для механического фортепиано «Плейель».

## Критика
Фортепианный цикл Дебюсси часто сравнивают с известным вокальным циклом М. П. Мусоргского «Детская», посвященным миру детей, а также с другими произведениями, написанными в жанре музыки для детей (Р. Шуман, Ж. Бизе, П. И. Чайковский, М. Равель и др.). Дебюсси с большим уважением относился к музыке Мусоргского и внимательно изучал его творчество. Пианист А. Корто, отмечая непосредственность и наивность сюиты Мусоргского, писал, что Дебюсси, напротив, «изображает изящные игры под присмотром, скромные шалости, ласковые жесты городской девочки и даже парижанки, уже кокетливой и немножко женщины, остроумная фантазия которой, как будто, умеряется временами угадываемым присутствием традиционной мисс».
По мнению И. В. Нестьева: «В стилистике пьес „Детского уголка“ нет и следа прежних импрессионистских „таинств“. Здесь присутствуют простые, чуть угловатые ритмы, элементарность интонаций, порой граничащая с несколько иронической упрощённостью».
Как отмечает современная исследовательница творчества композитора Кокорева Л. М., в отличие от произведений предшественников Дебюсси, писавших «детскую музыку» (Шуман, Чайковский), сюита «Детский уголок» технически сложна и написана не «для детских рук» и, по её мнению, «даже, наверное, не для детского восприятия»: «Пьесы требуют от исполнителя виртуозности, тончайшего звукового мастерства и, главное, — большой фантазии. Здесь мало звуков, но этими звуками нужно суметь многое выразить».

## Оркестровые аранжировки
- По просьбе самого композитора его близкий друг Андре Капле оркестровал цикл, и Дебюсси им дирижировал в концерте 15 марта 1911 года.
- Современный датский композитор Ханс Абрахамсен в 2015 году сделал симфоническую аранжировку сюиты[16].

## В кино
- «Музыка любви: Шушу» (фр. La musique de l’amour: Chouchou, 1995) — телевизионный фильм британского режиссёра Джеймса Селлана Джонса.